# Rudolf Rieger (Skispringer)
Rudolf Rieger (* 5. Jänner 1916 in Brunn am Gebirge; † 13. März 1996 in Hall) war ein österreichischer Skisportler, dessen Fokus jedoch weitestgehend auf dem  Skispringen lag.

## Werdegang
Rieger wuchs in Semmering auf und begann beim dortigen Österreichischen Wintersportclub auch mit dem Skispringen. In den 1930er-Jahren bestritt er erste Wettbewerbe. 1934 gewann er die Landesmeisterschaften Wien und Niederösterreich auf der heimischen Lichtensteinschanze. In der Folge versuchte sich Rieger auch als alpiner Skirennläufer und als Skilangläufer, konnte aber nicht überzeugen und blieb daher beim Skispringen. Nach weiteren Erfolgen in den Jahren 1934 und 1935 gehörte er zum Kader Österreichs für die Olympischen Winterspiele 1936 in Garmisch-Partenkirchen. Im Springen von der Normalschanze erreichte er mit Sprüngen von 68 m und 67,5 m den 26. Platz. Beim internationalen Springen auf der Bloudkova Velikanka in Planica wurde er hinter Sepp Bradl und Gregor Höll Dritter. Bei der ein Jahr später stattfindenden Weltmeisterschaft 1937 in Chamonix erreichte er den elften Platz. Nach diesem Erfolg wurde er für einen Startplatz bei der Nordland-Tournee nominiert und sprang dort als zweitbester Mitteleuropäer auf den 21. Platz. 1938 gewann er in Kitzbühel das Springen um die Silberne Gams. Bei der Nordischen Skiweltmeisterschaft 1938 in Lahti sprang er von der Normalschanze auf 57,5 und 56,5 m und erreichte so nur einen schwachen 75. Platz. Nach dem Anschluss Österreichs an das Deutsche Reich verlor Rieger seinen Platz im Nationalkader aufgrund der starken Konkurrenz der deutschen Springer.
Während des Zweiten Weltkriegs heiratete Rieger seine Lebensgefährtin Maria und bekam mit ihr 1944 und 1945 zwei Kinder. Es überlebte jedoch nur das jüngere der beiden. Nach dem Krieg lebte er in Eisenerz, wo er in seinen gelernten Schlosserberuf zurückkehrte. Im Skisport war er später noch einmal als Berater von Reinhold Bachler aktiv.